# Kagogo (periodiskt vattendrag i Burundi, Muyinga)
Kagogo är ett periodiskt vattendrag i Burundi.   Det ligger i provinsen Muyinga, i den nordöstra delen av landet, 120 kilometer öster om huvudstaden Bujumbura.
I omgivningarna runt Kagogo växer huvudsakligen savannskog. Runt Kagogo är det ganska tätbefolkat, med 93 invånare per kvadratkilometer.